# Allium aegilicum
Allium aegilicum — вид рослин з родини амарилісових (Amaryllidaceae); ендемік Греції.

## Опис
Квіти трояндово-рожеві. Квітне восени.

## Поширення
Ендемік Греції — острів Антикітера.